# Death Becomes Her (musical)
Death Becomes Her es un musical, con libreto de Marco Pennette y música y canciones de Julia Mattison y Noel Carey. Está basada en la película de 1992 del mismo nombre dirigida y producida por Robert Zemeckis y tuvo su estreno mundialmente en mayo de 2024 en el Cadillac Palace Theatre de Chicago. 

## Desarrollo
En diciembre de 2017, se informó que se estaba desarrollando una adaptación musical de Broadway de Death Becomes Her, con Kristin Chenoweth siendo elegida para protagonizarla.   El libreto está escrito por Marco Pennette y música original de Julia Mattison y Noel Carey. 
En particular, el personaje de Lisle von Rhuman, originalmente interpretada por Isabella Rossellini en la película, fue cambiado a Viola Van Horn, interpretada por Michelle Williams. Cuando se le preguntó sobre las decisiones detrás del cambio, Williams dijo que no sabía qué causó el cambio, pero afirmó que algunos elementos de la trama en la producción insinúan el motivo. 

## Producciones

### Chicago (2024)
En septiembre de 2023 se anunció que el musical fue producido por Broadway In Chicago, Universal Theatrical Group, 321 Theatrical Management, y fue dirigido y coreografiado por Christopher Gattelli .  La producción contó con la escenografía de Derek McLane, el diseño de vestuario de Paul Tazewell, iluminación de Justin Townsend, el diseño de sonido de Peter Hylenski, las ilusiones escenográficas de Rob Lake, el peinado y el maquillaje de Charles LaPointe y Joe Dulude II. 
El musical se presentó en el Cadillac Palace Theatre de Chicago del 30 de abril al 2 de junio de 2024.  El elenco contó con Megan Hilty como Madeline, Jennifer Simard como Helen, Christopher Sieber como Ernest y Michelle Williams como Viola Van Horn, cuyo personaje originalmente se llamaba Lisle von Rhuman. 

### Broadway (2024)
En mayo de 2024, los productores anunciaron sus planes de que el musical comenzará a presentarse en el Teatro Lunt-Fontanne de Broadway el 23 de octubre de ese año, con la premiere programada para el 21 de noviembre. 

## Elenco y personajes
| Personaje       | Chicago            |
| Personaje       | 2024               |
| --------------- | ------------------ |
| Madeline Ashton | Megan Hilty        |
| Ernest Menville | Christopher Sieber |
| Helen Sharp     | Jennifer Simard    |
| Viola Van Horn  | Michelle Williams  |

## Críticas
La producción original de Chicago recibió críticas generalmente positivas, elogiando la actuación del elenco, apreciando especialmente la de Williams, Hilty y Simard.    